# إدريس المتأيد بالله
المتأيد بالله إدريس بن علي بن حمود ثاني حكام طائفة مالقة، وابن خليفة قرطبة علي بن حمود.

## حياته
تولى إدريس ولاية مالقة في عهد خلافة أبيه، وبعد وفاة أبيه وتولي عمه القاسم بن حمود، اتفق إدريس مع أخيه يحيى والي سبتة على أن يتبادلا ولاياتهما، حيث استطاع يحيى أن يحشد أنصاره، وزحف بهم إلى قرطبة، وأعلن خليفة للمسلمين في الأندلس في أول جمادى الأول 412 هـ، بعد أيام من فرار عمه القاسم من قرطبة إلى إشبيلية. وفي ذي الحجة 413 هـ، قلع البربر أخيه يحيى من الخلافة وأعادوا عمه القاسم، ثم ثار أهل قرطبة على القاسم والبربر وطردوهم من المدينة، وولوا عليها عبد الرحمن المستظهر بالله في رمضان 414 هـ.
انتهز يحيى بن علي الفرصة وضم الجزيرة الخضراء إلى مالقة التي كان قد فر إليها، واستولى إدريس على طنجة وضمها إلى سبتة لتكونا تحت ولاية أخيه، ليؤسس يحيى بذلك طائفة مالقة إحدى ممالك الطوائف التي تكونت أثناء فترة فتنة الأندلس. وفي 427 هـ، تولى إدريس حكم مالقة خلفًا لأخيه يحيى الذي قتل تحت أسوار قرمونة، حيث استدعاه وزيري أخيه أبو الفوز نجاء الصقلبي، وأبو جعفر أحمد بن موسى بن بقنة من ولايته في سبتة، وتلقّب بالمتأيد بالله، وجعل ابن أخيه الحسن بن يحيى واليًا على سبتة وطنجة، واختار نجا الصقلبي ليكون حاجبه. كما دانت له رندة والجزيرة الخضراء، وبايعه زهير العامري صاحب ألمرية وحبوس بن ماكسن صاحب غرناطة. ولم تمض فترة طويلة، إلا وشهدت فترة حكمه انفصال الجزيرة الخضراء عن طائفة مالقة، ذلك لأنه لما قُتل يحيى المعتلي بالله، قام رجل من البربر يدعى بأبي الحجاج كان موكلاً إليه التحفظ على محمد والحسن ابني عمه القاسم بن حمود في الجزيرة الخضراء، منذ أن اعتقلهما يحيى مع أبيهما عام 417 هـ حين هاجم شريش، بإطلاق سراح محمد والحسن، ودعا البربر والعبيد السود إلى طاعة محمد بن القاسم، لتتأسس بذلك طائفة الجزيرة الخضراء.
سار إدريس في ذي القعدة 427 هـ لمحاربة أبي القاسم بن عباد، وانضم إليه زهير العامري وحبوس بن ماكسن ومحمد بن عبد الله البرزالي صاحب قرمونة، وغزوا أحواز إشبيلية واحتلوا بعض حصونها.
وفي أوائل المحرم من عام 431 هـ، بعث إدريس بقوات بقيادة وزيره ابن بقنة لنجدة البرزالي من هجوم إسماعيل بن عباد على قرمونة وإستجة، ونجح إدريس والبرزالي وباديس بن حبوس صاحب غرناطة في هزيمة بني عباد في معركة قتل فيها إسماعيل بن عباد. وبعد أيام توفي إدريس في قلعة ببشتر مريضًا في 16 محرم 431 هـ، وحمل في تابوت إلى سبتة فدفن بها. وبويع من بعده ولده يحيى.